# Union Gap
Union Gap är en ort i Yakima County i delstaten Washington. Vid 2020 års folkräkning hade Union Gap 6 568 invånare.